# Dascylus zebra
Dascylus zebra (Dascyllus aruanus) – gatunek ryby promieniopłetwej z rodziny garbikowatych (Pomacentridae), żyjącej w tropikalnych wodach regionu indopacyficznego, m.in. w Morzu Czerwonym wśród raf koralowych. Bytuje na głębokości do 20 m. Długość ciała dochodzi do 10 cm. Pożywienie stanowi zooplankton, bentosowe bezkręgowce i glony.